# 0825
0825 è il prefisso telefonico del distretto di Avellino, appartenente al compartimento di Napoli.
Il distretto comprende tutta la parte occidentale nonché il settore nord della provincia di Avellino. Confina con i distretti di Benevento (0824) a nord, di Foggia (0881) a nord-est, di Sant'Angelo dei Lombardi (0827) a est, di Salerno (089) a sud e di Napoli (081) a ovest.

## Aree locali e comuni
Il distretto di Avellino comprende 64 comuni compresi nelle 4 aree locali di Ariano Irpino (ex settori di Ariano Irpino e Grottaminarda), Avellino (ex settori di Avellino e San Potito Ultra), Prata di Principato Ultra (ex settori di Altavilla Irpina e Prata di Principato Ultra) e Solofra. I comuni compresi nel distretto sono: Aiello del Sabato, Altavilla Irpina, Ariano Irpino, Atripalda, Avellino, Bonito, Candida, Capriglia Irpina, Casalbore, Cesinali, Chianche, Chiusano di San Domenico, Contrada, Flumeri, Fontanarosa, Forino, Frigento, Gesualdo, Greci, Grottaminarda, Grottolella, Lapio, Manocalzati, Melito Irpino, Mercogliano, Mirabella Eclano, Montaguto, Montecalvo Irpino, Montefalcione, Monteforte Irpino, Montefredane, Montefusco, Montemiletto, Montoro, Ospedaletto d'Alpinolo, Parolise, Petruro Irpino, Pietradefusi, Pietrastornina, Prata di Principato Ultra, Pratola Serra, Roccabascerana, Salza Irpina, San Michele di Serino, San Potito Ultra, Santa Lucia di Serino, Santa Paolina, Sant'Angelo a Scala, Santo Stefano del Sole, Savignano Irpino, Serino, Solofra, Sorbo Serpico, Sturno, Summonte, Torre Le Nocelle, Torrioni, Tufo, Venticano, Villamaina, Villanova del Battista, Volturara Irpina e Zungoli.